# Hessa
Hessa, gelegentlich auch Heissa, ist eine Insel in der Gemeinde Ålesund der norwegischen Provinz Møre og Romsdal.
Sie ist die westlichste der vier Inseln, auf denen sich die Stadt Ålesund erstreckt, und hat eine Fläche von 3,6 km². Östlich von Hessa, nur durch den schmalen Steinvågsundet getrennt, liegt die Insel Aspøy. Mit ihr besteht an der Nordostspitze über eine Brücke eine Straßenverbindung. Nördlich der Insel liegt der Valderhaugfjord, südlich der Heissafjord. Das Erscheinungsbild der Insel wird von dem im Südwesten der Insel gelegenen Berg Sukkertoppen geprägt, der mit 314 Meter auch die höchste Erhebung auf Hessa darstellt. Im Norden befindet sich mit dem 107 Meter hohen Olsfjellet eine weitere Erhebung. In West-Ost-Richtung hat die Insel eine Länge von etwa 4,5 Kilometer bei einer maximalen Breite von ungefähr 2,0 Kilometer. Der östliche Teil Hessas ragt dabei als schmale Halbinsel nach Osten und liegt südlich von Aspøy. Der hier größere Abstand zu Aspøy führt zu einem geschützten Hafen für Ålesund.
Insbesondere in ihren östlichen Teilen ist Hessa bebaut. Im Osten der Insel liegt Slinningen, auf dem östlichsten Punkt befindet sich das denkmalgeschützte, ursprünglich der Fischereiwirtschaft dienende Haus Slinningbua. Östlich vorgelagert ist die kleine Insel Slinningsholmen. Im Nordosten befindet sich Skarbøvik. Dort sind auch Gewerbebetriebe und vor allem Fischverarbeitung angesiedelt. Im Ort befindet sich die Kirche von Skarbøvik. Insgesamt leben 4.040 Menschen (Stand 2015) auf der Insel. Auf der Westseite der Insel liegt das Aquarium Atlantikpark. Vor Hessa befindet sich dort die kleine Insel Snegleværet.